# Don Tancredo

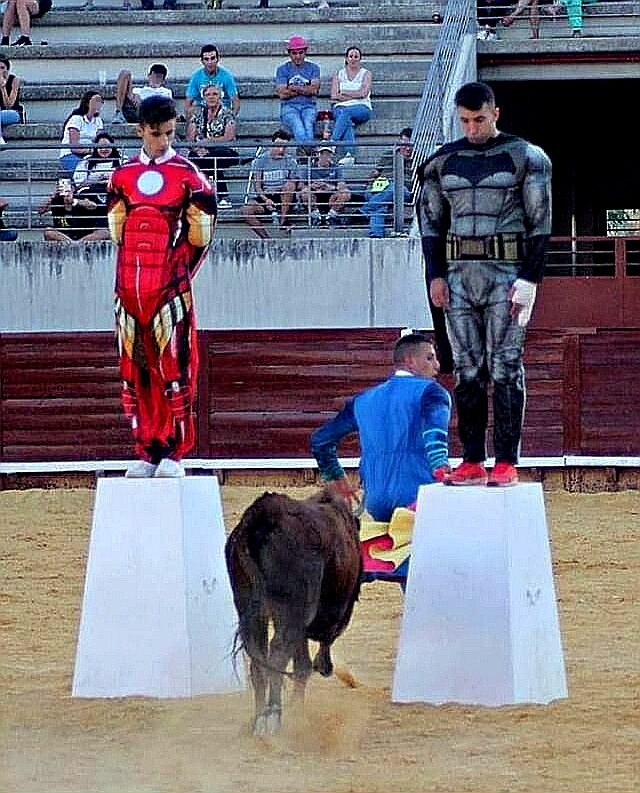
El grupo de recortadores arte en Extremadura realizando la suerte de don Tancredo en la plaza de toros del Casar de Cáceres

El don Tancredo, o la suerte de don Tancredo, era un lance taurino con cierta afición en la primera mitad del siglo XX.

## Ejecución
El individuo que hacía el don Tancredo, esperaba al toro a la salida de chiqueros, subido sobre un pedestal situado en mitad del coso taurino. El ejecutante iba vestido con ropas generalmente de época o cómicas, y pintado íntegramente de blanco. El mérito consistía en quedarse quieto, ya que el saber de la tauromaquia afirmaba que al quedarse inmóvil, el toro creía que la figura blanca era de mármol y no la embestía, convencido de su dureza.

## Origen

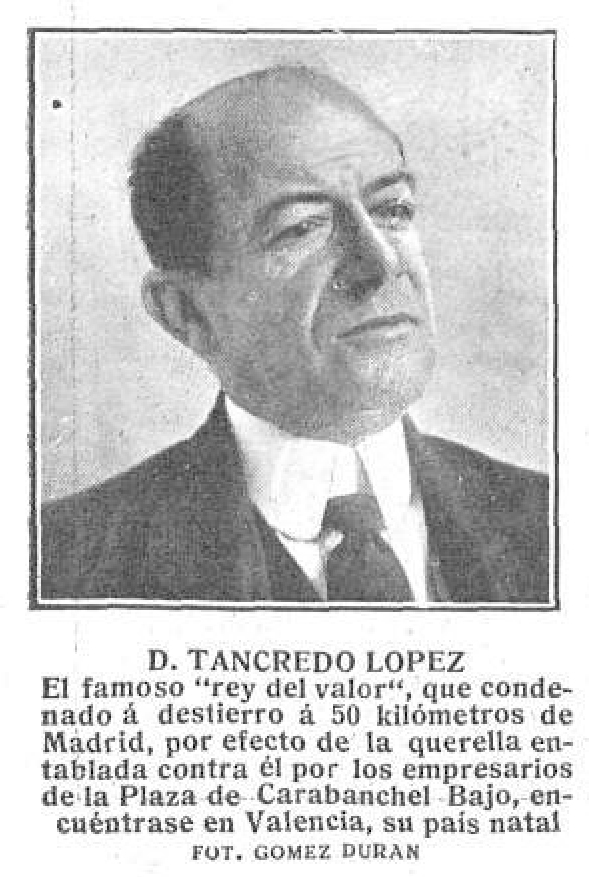
Retrato de Tancredo López en Mundo Gráfico (1916)

El origen de esta práctica es incierto, si bien hay varias fuentes que afirman que un torero español, natural de Valencia, de poca fortuna y nombre Tancredo López Martín, comenzó este espectáculo como un medio desesperado de ganar dinero en las postrimerías del siglo XIX. El público acogió con entusiasmo la actuación, que poco a poco fue extendiéndose. Normalmente el Tancredo era interpretado por personas desesperadas a la búsqueda de ganar dinero fácil y con poco que perder, ya que eran numerosas las cogidas que se producían. Así las cosas, el Tancredo fue prohibiéndose por las autoridades, y ya a mediados del siglo XX se realizaron las últimas representaciones. De esta práctica deriva el término dontancredismo, que alude a la persona que parece no ser consciente de un gran peligro que le circunda.
Diversos testimonios han transmitido su existencia. Según varias informaciones de la época, recogidas en páginas de Internet, don Tancredo sí existió.

## Apariciones conocidas
Una de las apariciones más populares del don Tancredo es el interpretado por Fernando Fernán Gómez en la película El inquilino. También es muy conocida la descripción que hace el novelista Pío Baroja en su novela La busca.
En la década de 1990 y principios del siglo XXI en el programa televisivo El Grand Prix del verano de TVE era habitual que se realizara una prueba de "Don Tancredo" en el que los concursantes, debidamente protegidos y disfrazados como luchadores de sumo, tenían que aguantar en un pequeño foso unos minutos a una vaquilla y ganaban los que no eran derribados de su pedestal por esta.